# Bellenot-sous-Pouilly
 Bellenot-sous-Pouilly  là một xã ở tỉnh Côte-d’Or trong vùng Bourgogne, phía đông nước Pháp. Khu vực này có độ cao trung bình 428 mét trên mực nước biển.